# Siccatif
Un siccatif est une substance qui joue un rôle de catalyseur en accélérant le « séchage », plus exactement la siccativation d'un liant, la transformation d'une huile en matière solide dans une peinture.

## Usage dans les peintures
Dans son sens habituel, le séchage est l'évaporation qui prive un matériau de son liquide. Pour la peinture et les vernis, on ne distingue pas les transformations qui rendent une couche solide, résistante au contact et prête à l'application d'une nouvelle couche. La peinture à l'huile utilise comme liant des huiles siccatives, comme l'huile de lin et les autres où prédomine l'acide linoléique, qui ont la propriété de le durcir par polymérisation en présence d'oxygène. Pour décrire précisément ce phénomène, qui n'implique aucune évaporation, on parle de « siccativation », tandis que les produits qui favorisent la « siccativité » sont des « siccatifs ».
Au XIXe siècle, « siccatif » est la propriété et le nom collectif des substances que l'on mêle aux couleurs détrempées à l'huile pour les faire plus promptement « sécher ». On en fait aussi usage comme vernis sur les peintures à l'huile faites extérieurement et comme véhicule pour les résines. Les pigments contenant des métaux comme le plomb, le cobalt et le manganèse augmentent la siccativité. Le zinc est un siccatif faible employé autrefois.
Le séchage des huiles siccatives est généralement long, ce qui permet à l'artiste peintre de travailler tranquillement, mais l'empêche aussi de livrer rapidement. L'huile cuite durcit un peu ; l'huile de lin est plus siccative que l'huile d'œillette. Pour accélérer le processus, on cuit les huiles en ajoutant des sels métalliques de plomb, de zinc ou de manganèse.
L'abus des siccatifs au XIXe siècle a causé des désastres dans la peinture d'art. Alors que les maîtres anciens livraient des mois et parfois des années après la commande, on charge à cette époque les huiles en plomb afin de pouvoir terminer plus rapidement. Les sels de plomb se transforment au fil du temps en métal, obscurcissant la peinture jusqu'à rendre quelquefois le tableau entièrement noir. Comme subsistent des peintures à l'huile du XVIe siècle, on en déduit que les artistes travaillaient sans siccatifs. L'extraction à chaud des huiles et leur cuisson permettait une siccativité suffisante.

## Problèmes de toxicité
Les siccatifs déshydratants peuvent être toxiques par ingestion.
Les siccatifs pour peinture à base d'huile de lin ont souvent contenu des taux élevés de plomb, les rendant toxiques ou contaminants. 
Le plomb, sous forme de céruse, minium ou autre pigment, ou de siccatif, est désormais interdit dans de nombreux pays, en raison de sa toxicité (voir saturnisme) et des conséquences écotoxicologiques induites à long terme.
Les siccatifs rendent le recyclage des vieux bois peints, vernis ou huilés délicat. Leurs poussières de ponçage et leurs résidus de sciage sont toxiques, et leur combustion doit se faire dans des installations spéciales munies de filtres appropriés pour intercepter les cendres volantes toxiques. 
L'huile de lin peut être appliquée sur le bois sans siccatif, mais son séchage sera plus long et doit se faire à l'abri de la poussière.